# Clarence Brown
Clarence Brown (10 de mayo de 1890-17 de agosto de 1987) fue un director de cine estadounidense.

## Trayectoria
Clarence Brown nació en Clinton (Massachusetts). Era hijo de un productor de algodón; por ese motivo, Brown tuvo que trasladarse muy joven, junto a su familia, al Sur de los Estados Unidos.
Poco después, Brown acudió a la Universidad de Tennessee, donde se graduó como ingeniero a los 19 años. Su fascinación por los coches llevó a trab
own Motor Car Company' en Alabama. En 1913, abandonaría su carrera como empresario automovilístico para trabajar en la industria cinematográfica.

### Inicios en el cine
Al iniciarse en el mundo del cine, fue despedido de la Peerless Studio, situada en Fort Lee (Nueva Jersey), y trabajó a las órdenes del importante cineasta francés Maurice Tourneur como ayudante de dirección, que fue decisivo para él. 
Después de servir tardíamente en la Primera Guerra Mundial, Brown haría su primera codirección precisamente al lado de Maurice Tourneur en el filme The Great Redeemer. Más aún, al año siguiente, tuvo que hacerse cargo de The Last of the Mohicans (El último de los mohicanos), en 1920, después de que Tourneur tuviera un accidente que lo ausentó del rodaje. Había trabajado de continuo, pese a lo que se suele decir, con el director francés en esos años de formación: hizo rodajes en el exterior, mucha composición de planos, calidez en el trato con los actores.
Sus primeras producciones en solitario datan de 1922-23. Brown fichó por la Universal en 1924, y posteriormente por la MGM, donde estuvo hasta mitad de la década de 1950.
Rodó una quincena de filmes, hasta 1929; y destacó en 1927 con El demonio y la carne (Flesh and the Devil), pues poe este film Greta Garbo —una de las actrices contratadas por el estudio— se convirtió ya en una referencia para el público, dada su interpretación de una mujer fatal, eso sí silenciosa aún.

### En el cine sonoro
Brown superó con brillantez desde el principio la difícil transición entre el cine mudo y el sonoro, convirtiéndose en un excelente realizador de actores. Supo potenciar en ellos su instinto de interpretación, además normalmente aceptaba las sugerencias de los actores en las escenas. Eso hizo que sus películas estuvieran surtidas de diálogos naturales, pues Brown hacía hincapié en los ritmos adecuados en cada escena. 
En la MGM fue uno de los directores más reconocidos, donde dirigió a las grandes estrellas de esa compañía (Joan Crawford y Greta Garbo), en muchas ocasiones. Incluso, Garbo lo nombró a él como su director favorito.
De hecho, rodó ya en 1930 Anna Christie con Greta Garbo, donde por vez primera se oía la voz de la actriz. Era una adaptación de la obra homónima de Eugene O'Neill (quien había ganado el Pulitzer de teatro); en ese film se adentraba por zonas marítimas y pobres de Nueva York. En ese mismo año, realizó Romance, con la misma actriz, que era otro film de amor apasionado. En 1931, rodó Inspiración (una vez más con Greta Garbo). 
A continuación realizó Possessed (con Joan Crawford, que se había iniciado con Borzage, en 1925). En el año 1932, rodó Emma y además Letty Lynton, de nuevo con Joan Crawford. Cambió pronto la imagen de Joan Crawford con Así ama la mujer, de 1934, que fue un melodrama impecable, donde hacía de doncella doméstica, pues ella va a aparecer desde entonces a menudo como personaje de la clase trabajadora (de donde procedía, con lo cual logrará mayor verosimilitud). Las dos películas que rodó además con Crawford, fueron Encadenada, de ese año, y La espléndida descarada (o La pícara hermosa), 1936.
Clarence Brown fue nominado en seis ocasiones a los Premios Oscar en la categoría de mejor director, sin que lo lograra en ocasión alguna. Sin embargo, ganó la Coppa Mussolini como mejor película extranjera por Ana Karenina en 1935 en el Festival de cine de Venecia, con Greta Garbo.
Brown se retiró a principios de los cincuenta, con La nave del destino (1952), con el actor Spencer Tracy. Murió tarde, en 1987, a la edad de 97 años.
Existe un Clarence Brown Theater, situado en el campus de la Universidad de Tennessee, donde estudió. La primera monografía publicada mundialmente es la de Carmen Guiralt, Clarence Brown, Madrid, 2017, síntesis de una TD.

## Filmografía
- The Great Redeemer (1920)
- El último mohicano (The Last of the Mohicans) (1920)
- The Foolish Matrons (1921)
- The Light in the Dark (1922)
- Don't Marry for Money (1923)
- Veredicto de inculpabilidad (The Acquittal) (1923)
- La caseta de señales (The Signal Tower) (1924)
- Butterfly (1924)
- El águila negra (The Eagle) (1925)
- La mujer de los gansos (The Goose Woman) (1925)
- Smouldering Fires (1925)
- Kiki (Kiki) (1926)
- El demonio y la carne (Flesh and the Devil) (1927)
- La mujer ligera (A Woman of Affairs) (1928)
- The Trail of '98 (1929)
- Corazón de marino (Navy Blues) (1929)
- Wonder of Women (1929)
- Anna Christie (Anna Christie) (1930)
- Romance (Romance) (1930)
- Inspiración (Inspiration) (1931)
- Possessed (1931)
- Un alma libre/Alma libre (A Free Soul) (1931)
- Emma (Emma) (1932)
- Letty Lynton (Letty Lynton) (1932)
- Canción del oriente (The Son-Daughter) (1932)
- El futuro es nuestro (Looking Forward) (1933)
- Vuelo nocturno (Night Flight) (1933)
- Así ama la mujer (Sadie McKee) (1934)
- Encadenada (Chained) (1934)
- Ayer como hoy (Ah, Wilderness!) (1935)
- Anna Karenina (Anna Karenina) (1935)
- Entre esposa y secretaria (Wife vs. Secretary) (1935)
- The Gorgeous Hussy (1936)
- Maria Walewska (Conquest) (1937)
- Of Human Hearts (1938)
- Idiot's Delight (1939)
- Vinieron las lluvias (The Rains Came) (1939)
- Edison, el hombre (Edison, the Man) (1940)
- No puedo vivir sin ti (Come Live with Me) (1941)
- Aventura en Bombay (They Met in Bombay) (1941)
- La comedia humana (The Human Comedy) (1943)
- Las rocas blancas de Dover (The White Cliffs of Dover) (1944)
- Fuego de juventud (National Velvet) (1944)
- El despertar (The Yearling) (1946) - Academy Award nomination for Best Director
- Pasión inmortal (Song of Love, 1947)
- Han matado a un hombre blanco (Intruder in the Dust), 1949)
- Indianápolis (To Please a Lady) (1950)
- Angels in the Outfield (1951)
- When in Rome (1952)
- Plymouth Adventure (1952)

## Premios y distinciones
Premios Óscar
| Año  | Categoría                  | Película                 | Resultado |
| ---- | -------------------------- | ------------------------ | --------- |
| 1930 | Óscar a la mejor dirección | Anna Christie            | Nominado  |
| 1930 | Óscar a la mejor dirección | Romance                  | Nominado  |
| 1931 | Óscar a la mejor dirección | Un alma libre/Alma libre | Nominado  |
| 1944 | Mejor director             | La comedia humana        | Nominado  |
| 1946 | Óscar a la mejor dirección | Fuego de juventud        | Nominado  |
| 1947 | Óscar a la mejor dirección | El despertar             | Nominado  |

Festival Internacional de Cine de Venecia
| Año  | Categoría                                     | Película     | Resultado |
| ---- | --------------------------------------------- | ------------ | --------- |
| 1935 | Copa Mussolini a la mejor película extranjera | Ana Karenina | Ganador   |